# Иоанн (Пешев)
Епи́скоп Иоа́нн (болг. Епископ Йоан, в миру Дими́тр Хри́стов Пе́шев, болг. Димитър Христов Пешев; 26 апреля 1980, София) — епископ Болгарской православной церкви, епископ Браницкий, викарий Софийской митрополии.

## Биография
Он окончил начальное образование в 144-й начальной школе имени Народных будителей в Софии. Среднее образование получил в Строительном техникуме имени Христо Ботева в Софии по специальности «Геодезия, картография и фотограмметрия». Продолжил обучение на двухгодичных курсах Софийской духовной семинарии имени святого Иоанна Рыльского, которую окончил в 2005 году.
В 2004 году был принят в число послушников Руенсского монастыря во имя святого Иоанна Рыльского в селе Скрино, а на следующий год, 23 апреля, был пострижен в великую схиму епископом Знепольским Николаем (Севастияновым). Под мантию его ввёл иеромонах Поликарп (Петров), настоятель монастыря.
С 2007 года обучался на богословском факультете Софийского университета имени святого Климента Охридского и в 2011 году получил степень бакалавра по богословию.
27 января 2008 года в столичном храме святого Георгия Победоносца был рукоположен в иеродиакона епископом Знепольским Иоанном (Ивановым). 18 августа 2009 года, в день престольного праздника монастыря, был рукоположен в иеромонаха тем же епископом. В том же году был назначен настоятелем монастыря.
В 2022 году поступил в магистратуру по программе «Вера и жизнь» богословского факультета Софийского университета и в 2023 году получил степень магистра богословия.
9 июля 2024 года по решению Священного Синода на его первом заседании под председательством Патриарха Болгарского Даниила назначен протосинкеллом Софийской митрополии. 14 июля того же года во время Божественной литургии в кафедральном храме святой великомученицы Недели Патриархом Даниилом был возведён в сан архимандрита.
13 мая 2025 года решением Священного Синода Болгарской православной церкви избран титулярным епископом Браницким и первым викарием Софийской митрополии.
1 июля 2025 года в Рыльском монастыре был рукоположен во епископа Браницкого, викария Софийской митрополии. Хиротонию совершили: Патриарх Болгарский Даниил, митрополит Великотырновский Григорий (Стефанов), митрополит Горийский и Атенский Андрей (Гвазава), митрополит Ловчанский Гавриил (Динев), митрополит Западно- и Средноевропейский Антоний (Михалев), митрополит Неврокопский Серафим (Динков), митрополит Видинский Пахомий (Лозанов), епископ Адрианополский Евлогий (Стамболджиев), епископ Агатопольский Иерофей (Косаков), епископ Константийский Михаил (Диловский), епиской Вельбыждский Исаак (Бояджийский), епископ Знепольский Мелетий (Спасов) и епископ Левкийский Климент (Страхилов).